# Maria Nazareth Farani Azevêdo
Maria Nazareth Farani Azevêdo GCRB • ComMM (Alegre, 15 de agosto de 1957) é uma diplomata brasileira. Foi a primeira mulher a ocupar o cargo de Chefe de Gabinete do Ministro das Relações Exteriores do Brasil entre os anos de 2005 e 2008, sob gestão de Celso Amorim. De 2016 a 2021 foi chefe da Delegação Permanente do Brasil em Genebra. Foi Cônsul-Geral do Brasil em Nova York até janeiro de 2023. 

## Biografia

### Vida pessoal
Nasceu em Alegre, no Espírito Santo, filha de José Farani e Maria Luzia Jorge Farani, tendo se mudado para Brasília aos dois anos de idade. Maria Nazareth é casada com o diplomata de carreira Roberto Carvalho de Azevêdo, atual vice-presidente executivo e diretor de assuntos corporativos da PepsiCo, com quem tem duas filhas.

### Carreira Diplomática
Ingressou na carreira diplomática em 1982, no cargo de Terceira Secretária, após ter concluído o Curso de Preparação à Carreira de Diplomata do Instituto Rio Branco.
Foi inicialmente lotada na Divisão de Informação Comercial, onde trabalhou de 1983 a 1985. Em seguida, foi assistente na Divisão de Operações de Promoção Comercial, entre 1985 e 1988, tendo sido promovida a segunda-secretária em 1986.
Em 1988, foi removida para a Embaixada do Brasil em Washington, permanecendo no posto até 1991. Entre 1991 e 1995, viveu em Montevidéu, tendo trabalhado na Delegação Permanente do Brasil junto à ALADI. No ano de 1993, havia sido promovida a primeira-secretária. 
Em seu regresso ao Brasil, foi lotada como chefe de Gabinete da Subsecretaria-Geral de Assuntos de Integração, Econômicos e de Comércio Exterior, função que exerceu entre os anos de 1995 a 1997.
Em 1997, foi removida a Genebra, onde integrou a Delegação Permanente do Brasil até o ano de 2001. Sua promoção a Conselheira deu-se em 1999.
Em 2001, defendeu tese do Curso de Altos Estudos no Instituto Rio Branco, intitulada “O Princípio da Precaução e o Acordo sobre a Aplicação de Medidas Sanitárias e Fitossanitárias da OMC - As Implicações para o Processo de Reforma Agrícola”.
Entre 2001 e 2003, chefiou a Divisão de Acesso a Mercados. Foi promovida a ministra de Segunda Classe em 2003.
Nos anos de 2003 a 2008, ocupou as funções de assessora e chefe de Gabinete do Ministro de Estado.
Em 2007, foi promovida a embaixadora.
Entre 2008 e 2013, chefiou a Missão do Brasil junto à Organização das Nações Unidas em Genebra.
Entre 2013 e 2016, ocupou o cargo de Cônsul-Geral do Brasil em Genebra. 
De 2016 a 2021, ocupou a chefia da Missão do Brasil junto à Organização das Nações Unidas em Genebra, tendo como função representar o país junto ao Escritório das Nações Unidas em Genebra, ao Conselho de Direitos Humanos das Nações Unidas (CDH), ao Alto Comissariado das Nações Unidas para os Refugiados (ACNUR), ao Comitê Internacional da Cruz Vermelha (CICV), à Organização Mundial de Saúde (OMS), à Organização Internacional do Trabalho (OIT), à Organização Internacional para Migrações, e ao Programa Conjunto das Nações Unidas sobre HIV/AIDS (UNAIDS). Ao todo, a missão do Brasil acompanha os trabalhos de 28 organizações, instituições, mecanismos e convenções em Genebra.

### Controvérsias
Em 2011 fez um discurso dirigido a Venezuela sobre a independência do poder judiciário e da liberdade de imprensa. Sua fala foi interpretada como uma mudança de tom na política externa Brasileira em relação ao país vizinho. O chanceler Brasileiro a época, Antônio Patriota, afirmou que o discurso de Azevêdo refletia seu posicionamento pessoal e não o posicionamento oficial do governo brasileiro. Segundo a embaixadora, após seu discurso ela passou a ser perseguida pelo Itamaraty e o Palácio do Planalto. 
Em 2013, enquanto chefiava a Missão do Brasil junto a ONU em Genebra, em meio as polêmicas relacionadas a espionagem dos Estados Unidos, enviou um diplomata de baixo escalão para reunião sobre espionagem da cúpula de direitos humanos na ONU (que acabou sendo substituído por uma estagiária) enquanto promovia um almoço de despedida do seu cargo. 
Em 2018, antes do processo eleitoral Brasileiro, Azêvedo se envolveu em polêmica com Conselho Indigenista Missionário na ONU. O grupo indigenista pediu a "criação de barreiras humanitárias para exportação de commodities criando “responsabilidade solidária” das empresas com as violações de Direitos Humanos no Brasil", denunciando falas do então candidato a presidência Jair Bolsonaro. Em resposta, Azevêdo apontou que “Este não é o momento e nem o local para tratar das instituições brasileiras ou do processo eleitoral”.
No mesmo ano, em setembro, causou desconforto em visita de entidades civis (Conectas, Anistia Internacional, Observatório da Intervenção e Rede Marés) para falar sobre violações de direitos humanos em face a militarização da segunda pública no país. O encontro contou com a participação de Mônica Benício, viúva da ex-vereadora Marielle Franco assassinada há 6 meses, na época. Eles se reuniram a alta-comissária adjunta da ONU para direitos humanos, Kate Gilmore, e com a relatora especial da ONU para execuções sumárias, Agnes Callamard. O grupo teve duas reuniões com a delegação brasileira, na primeira Azevêdo não participou. Na segunda reunião, segundo Pablo Nunes, coordenador do Observatório da Intervenção, que estava na comitiva: “Ela não ofereceu nem condolências a Mônica. Todos fizeram isso, a alta-comissária até se emocionou. Ela foi ríspida e fez perguntas inapropriadas”.
Em março de 2019, Azevêdo protagonizou um bate-boca com ex-deputado federal Jean Wyllys em um debate pela ONU em Genebra. Jean, que se auto-exiliou após diversas ameaças de morte, havia sido convidado para debater sobre o populismo no mundo. Em sua fala, Jean destaca que “novos autoritarismos, como o do Brasil, continuam elegendo inimigos internos da nação por meio da difamação e constituindo grupos para culpá-los pelos problemas econômicos. Articulam com organizações criminosas que se infiltram no estado, e têm um fundo religioso e moralista muito mais acentuado. Sou a prova da eficiência desses novos métodos utilizados pelos novos autoritarismos”. Azevêdo pediu direito à fala e em seu discurso seguiu o padrão de comunicação do governo federal. Ela destacou que "o presidente Bolsonaro não fugiu do Brasil após a tentativa real e muito televisionada de tirar sua vida" e que "O governo Bolsonaro não é uma organização criminosa. Nem o presidente Bolsonaro é fascista ou autoritário. Ele não cuspiu na cara da democracia". Os mediadores do evento deram a palavra ao ex-deputado e convidaram Azevêdo a ficar na reunião. Ela afirmou que só ficaria se tivesse direito a tréplica, o que lhe foi negado e se retirou da sala. Um pouco antes da sua saída, o ex-deputado disse "Se a senhora gosta de debate, a senhora deveria ouvir a minha resposta. O fato de a senhora ter saído, inclusive, do seu lugar e ter vindo com um discurso pronto para esta sala é um sintoma, mesmo, de que a minha presença aqui amedronta a senhora e o seu governo", a embaixadora respondeu "Não amedronta. Envergonha".

### Condecorações[5]
- Medalha do Mérito Santos-Dumont (1989)
- Ordem do Mérito Naval (1997)
- Medalha Mérito Tamandaré (1997)
- Ordem do Mérito da Defesa no grau de Comendadora (2003)
- Ordre National du Mérit, França (2006)
- Ordem do Mérito Militar no grau de Comendadora especial (2006)[2]
- Ordem do Mérito Aeronáutico no grau de Grande-Oficial (2007)
- Ordem de Rio Branco no grau de Grã-Cruz ordinária (2022)[1]